# Osmia namaquaensis
Osmia namaquaensis là một loài Hymenoptera trong họ Megachilidae. Loài này được Friese mô tả khoa học năm 1913.